# Kamenice (Nedrahovice)
Kamenice (německy Kamenitz) je malá vesnice, část obce Nedrahovice v okrese Příbram ve Středočeském kraji. Nachází se asi 1,5 kilometru severozápadně od Nedrahovic. Vesnicí protéká potok Slabá. Je zde evidováno 36 adres. V roce 2011 zde trvale žilo 61 obyvatel.
Kamenice leží v katastrálním území Kamenice u Nedrahovic o rozloze 4,46 km². V katastrálním území Kamenice u Nedrahovic leží i Trkov a samota, býv. panský poplužní dvůr a později tvrz, Čachořice.

## Historie
První písemná zmínka o vesnici pochází z roku 1366.

## Obyvatelstvo
| Rok            | 1869 | 1880 | 1890 | 1900 | 1910 | 1921 | 1930 | 1950 | 1961 | 1970 | 1980 | 1991 | 2001 | 2011 | 2021 |
| -------------- | ---- | ---- | ---- | ---- | ---- | ---- | ---- | ---- | ---- | ---- | ---- | ---- | ---- | ---- | ---- |
| Počet obyvatel | 207  | 185  | 197  | 196  | 193  | 176  | 159  | 131  | 116  | 95   | 91   | 69   | 67   | 61   | 59   |
| Počet domů     | 24   | 26   | 29   | 29   | 30   | 31   | 32   | 29   | 29   | 25   | 28   | 33   | 31   | 33   | 33   |

## Pamětihodnosti
- Na břehu potoka Slabá se nalézá zvonice, která je zasvěcená svatému Václavovi.[9]
- Zajímavou technickou památkou je historická kamenná lávka[10]
- V obci se nachází vodní válcový mlýn.

## Galerie

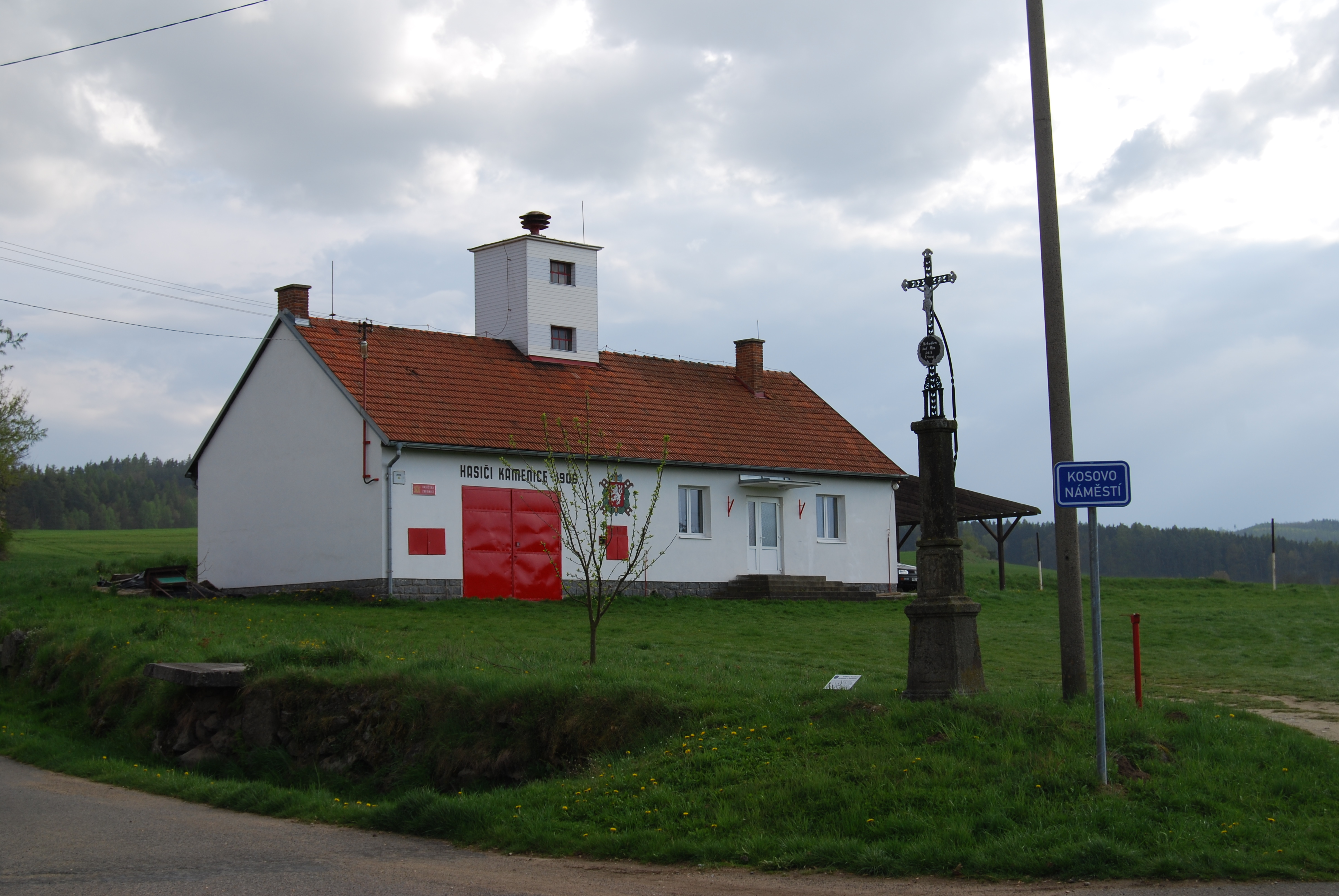
Kříž poblíž hasičské zbrojnice
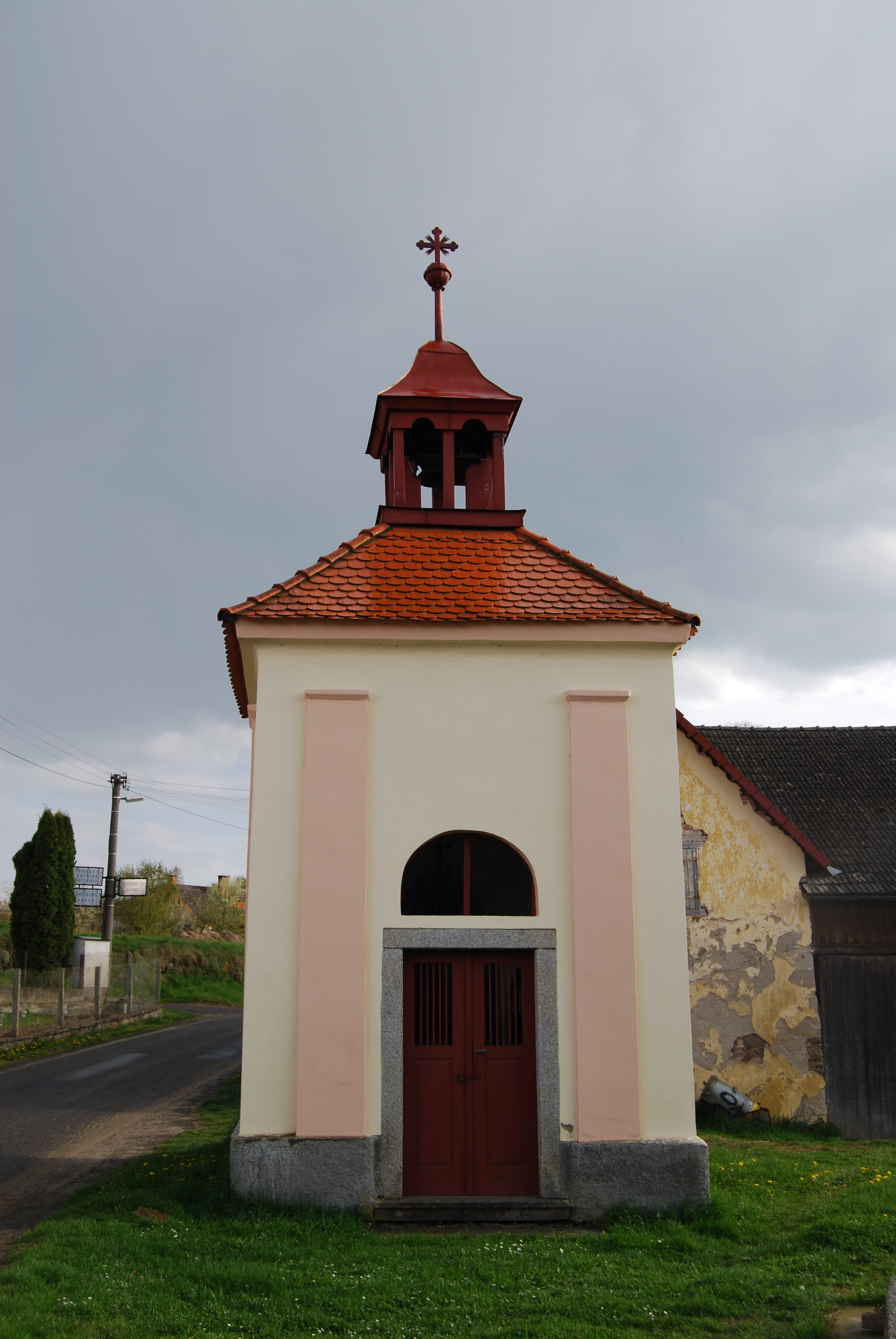
Zvonice ve vesnici